# Manolaba
Manolaba (Manolaba Island) es una pequeña isla situada en Filipinas, adyacente a la de Compare que a su vez lo es de  Busuanga, isla que forma parte del grupo de Calamianes.
Administrativamente forma parte del barrio de  San Isidro  del municipio filipino de tercera categoría de Busuanga perteneciente a la provincia  de Paragua en Mimaro,  Región IV-B.

## Geografía
Isla Busuanga es  la más grande del Grupo Calamian situado a medio camino entre las islas de Mindoro (San José) y de Paragua (Puerto Princesa), con el Mar de la China Meridional a poniente y el mar de Joló a levante. Al sur de la isla están las otras dos islas principales del Grupo Calamian: Culión y  Corón.
Manolaba se encuentra en la bahía de Gutob que se abre al  Mar de la China Meridional, tiene aproximadamente 575 metros de largo, en dirección este-oeste, y unos 300 metros en su línea de mayor anchura.
Situada al junto a Isla Compare, 30 metros a poniente  frente al sitio de Capare.
Dista  820 metros de la isla de  Bac Bac situada al norte y  perteneciente al barrio  de Nueva Busuanga (New Busuanga), y 2.100 metros de la costa del barrio de San Rafael situado a levante en la isla de Busuanga.
Forman parte del Barrio de San Isidro las islas de : Compare, Manolaba, Manolebeng, Talanpetán y Mapadolo.